# Claudio Ranieri
Claudio Ranieri (ur. 20 października 1951 w Rzymie) – włoski piłkarz i trener piłkarski.
Jako zawodnik grał w stołecznej Romie, a także w FC Catanzaro, Calcio Catania i US Palermo.

## Kariera trenerska

### Początki
Karierę trenerską rozpoczął w Campanii. Jego pierwszym poważnym sukcesem był awans do Serie A z Cagliari Calcio. Następnie przez krótki okres był trenerem SSC Napoli. W 1993 został szkoleniowcem Fiorentiny, z którą dwukrotnie zdobył Puchar Włoch. Cztery lata później przeniósł się do Hiszpanii, gdzie zdobył z Valencią Copa del Rey i awansował do Ligi Mistrzów. W 1999 roku był trenerem Atlético Madryt, ale znany z częstej zmiany szkoleniowców prezes klubu Jesús Gil po niedługim czasie go zwolnił. W tym samym sezonie zespół z Madrytu spadł z Primera División.

### Chelsea F.C.
18 września 2000 roku został trenerem londyńskiej Chelsea, gdzie zastąpił swojego rodaka Gianlukę Vialliego. Pierwszy sezon nie należał do udanych. Zajął szóste miejsce, gwarantujące udział w Pucharze UEFA. Latem 2001 roku rozpoczął przebudowę zespołu. Pozyskał między innymi Franka Lamparda z West Hamu United, Boudewijn Zendena z Barcelony i Williama Gallasa z Olympique Marsylia. Zmiany na niewiele się zdały. Chelsea ponownie skończyła ligę na szóstym miejscu. Osłodą miał być triumf w Pucharze Anglii do którego ostatecznie nie doszło, ponieważ w finale to Arsenal okazał się silniejszy.
Kolejny sezon to dalszy spadek popularności wśród fanów Chelsea. Krytyka podziałała mobilizująco – sezon 2002/03 Chelsea zakończyła na czwartym miejscu, premiowanym udziałem w kwalifikacjach Ligi Mistrzów, pokonując w ostatniej kolejce Liverpool 2:1.
2003 rok to przełom w historii Chelsea. Klub został przejęty przez rosyjskiego multimilionera Romana Abramowicza. Ranieri wydał 120 milionów na transfery pozyskując między innymi Joe Cole’a, Juana Sebastiana Verona, Hernana Crespo, Claude Makelele, w tym Damiena Duffa za 17 milionów, ustanawiając rekord klubu. To właśnie w 2003 roku do Chelsea trafił Adrian Mutu, który 14 miesięcy później został odsunięty od składu za pozytywne testy na obecność kokainy we krwi. Wielkie zakupy przyniosły efekty w postaci najlepszego od 49 lat sezonu – 2. miejsce w lidze (z rekordem meczów bez porażki, czego nie dokonała żadna drużyna oraz klubowym rekordem punktowym, i bramkowym – najwięcej strzelonych i najmniej straconych goli), automatyczny awans do fazy grupowej Ligi Mistrzów, oraz półfinał Ligi Mistrzów.
Mimo to wielu oczekiwało większych sukcesów i narzekało na pracę Ranieriego, który w odpowiedzi tłumaczył się, że ciężko w ciągu jednego sezonu stworzyć z tak różnych piłkarzy drużynę i upierał się, że sezon zaliczyć należy do udanych. Największa fala krytyki spadła na niego po półfinałowym meczu z AS Monaco (kierowanego przez Didiera Deschampsa). W meczu wyjazdowym Chelsea przegrała 3:1, i mimo że w rewanżu prowadziła już 2:0, dała sobie wyrwać pewny awans ostatecznie remisując 2:2. Gdy w klubie pojawił się Roman Abramowicz, jego pozycja była stale zagrożona i mimo wicemistrzostwa Anglii i dotarcia do półfinału Champions League w 2004 roku został zwolniony i zastąpiony 31 maja przez José Mourinho.

### Valencia CF
Na nową posadę Ranieri nie musiał jednak długo czekać. W czerwcu 2004 roku po raz drugi został trenerem Valencii, gdzie zastąpił Rafę Beníteza, który przeniósł się do Liverpoolu. Pierwszym ruchem Ranieriego było sprowadzenie zawodników z Serie A – Marco Di Vaio, Stefano Fiore, Bernardo Corradiego i Emiliano Morettiego, jednak transfery te nie umożliwiły wykonania zamierzonych celów. Po dobrym starcie, kiedy zawodnicy z Mestalla wywalczyli 14 punktów w sześciu meczach i zdobyli Superpuchar Europy pokonując FC Porto nastąpił kryzys. W październiku wygrali tylko jeden z siedmiu meczów i odpadli z Ligi Mistrzów. Krytyka spadła na Ranieriego nie tyle za nietrafione transfery, co za brak zaufania do Pablo Aimara i uparte stosowanie taktyki, której używał w Chelsea. 25 lutego 2005 roku jego przygoda w Hiszpanii dobiegła końca po tym, jak Valencia została wyeliminowana z Pucharu UEFA przez Steauę Bukareszt.

### Parma F.C.
Jako szkoleniowiec Claudio Ranieri zaliczył także w 2007 roku trwający pół roku epizod w klubie Parma F.C.

### Juventus F.C.
W latach 2007–2009 był trenerem Juventusu. W pierwszym sezonie po powrocie do Serie A jego zespół zajął 3. miejsce za Interem i Romą. W kwalifikacjach Ligi Mistrzów pokonał Artmedię Bratysława, w grupie trafił na Real Madryt, Zenit Petersburg oraz BATE Borysów. W fazie grupie Juventus dwukrotnie zremisował z BATE, a kolejne punkty 4 przyniosły mu pojedynki z Zenitem. Juventus pod jego wodzą dwa razy pokonał Real Madryt (2:1 w Turynie, 2:0 w Madrycie). Piłkarzem meczu na stadionie Santiago Bernabeu był Alessandro Del Piero, kapitan Juve, który dwukrotnie pokonał Ikera Casillasa. Został za to nagrodzony owacjami na stojąco przez wszystkich obecnych, gdy w końcówce meczu zmieniał go młody Paolo De Ceglie. W 1/8 finału trafił na swojego byłego pracodawcę – Chelsea F.C.. W pierwszym meczu, na Stamford Bridge, ekipa Ranieriego uległa zespołowi kierowanemu przez Guusa Hiddinka 0:1 po golu Didiera Drogby. Na Stadio Olimpico w Turynie Juventus szybko objął prowadzenie za sprawą gola Vincenzo Iaquinty, na chwilę przed gwizdkiem kończącym pierwszą połowę wyrównał Michael Essien. W drugiej połowie czerwoną kartkę (drugą żółtą) otrzymał filar obrony Bianconerich, Giorgio Chiellini i w tym momencie szanse na awans spadły niemal do zera. W 74. minucie meczu rzut karny wykorzystał Alessandro Del Piero, ale w 83. minucie ostatecznie zamknął wynik Didier Drogba. Po zdobyciu przez Inter Mediolan Mistrzostwa Włoch i zajęciu przez Juventus 2. miejsca w sezonie 2008/09, Ranieri został zwolniony na rzecz Ciro Ferrary.

### AS Roma
Ranieri został zwolniony z piastowanego w Juventusie stanowiska ze względu na okres niemal dwóch miesięcy bez zwycięstwa. Zainteresowanie tym szkoleniowcem wyraził zespół VfL Wolfsburg. Ostatecznie na początku września 2009 został szkoleniowcem Romy, z którą w sezonie 2009/10 zdobył wicemistrzostwo za Interem Mediolan. W lutym 2011 roku podał się do dymisji po przegranym spotkaniu z Genoą (4:3).

### Inter Mediolan
22 września 2011 został trenerem Interu Mediolan podpisując kontrakt do czerwca 2013 roku. 24 września w debiucie w roli trenera Interu Mediolan w Serie A wygrał z Bologną 3:1, a w Lidze Mistrzów 3:2 z CSKA Moskwa.
Dnia 26 marca 2012 roku po serii porażek został zwolniony ze stanowiska trenera Interu Mediolan.

### AS Monaco
W sezonie 2013/14 wraz ze swoim zespołem zwyciężył w Ligue 2, awansując tym samym do najwyższego poziomu rozgrywek. Po kolejnym udanym sezonie, 20 maja 2014 roku został jednak zwolniony z roli szkoleniowca AS Monaco, z którym jako beniaminek zdobył wicemistrzostwo Francji.

### Reprezentacja Grecji
Od 28 lipca do 15 listopada 2014 był selekcjonerem reprezentacji Grecji. Powodem zwolnienia była słaba gra reprezentacji i kompromitująca porażka z Wyspami Owczymi 0:1.

### Leicester City
W lipcu 2015 r. Ranieri został szkoleniowcem angielskiego Leicester City grającego wtedy w Premier League. 2 maja 2016 po remisie Chelsea F.C. z Tottenhamem Hotspur (2:2) jego Leicester City zostało sensacyjnie mistrzem Anglii. W zespole Leicester City grał wtedy Marcin Wasilewski. Claudio Ranieri został zwolniony 23 lutego 2017 roku z powodu niesatysfakcjonujących wyników klubu w sezonie 2016/2017. W momencie zwolnienia, mistrz Anglii zajmował siedemnaste miejsce w lidze oraz był po pierwszym meczu 1/8 finału Ligi Mistrzów z Sevillą (przegrał w Hiszpanii 1:2).

### Fulham F.C.
14 listopada 2018 Ranieri został ogłoszony szkoleniowcem angielskiego klubu Fulham, występującego w rozgrywkach Premier League. 28 lutego 2019 ustąpił z tej funkcji. W 17 meczach pod wodzą włoskiego trenera zespół z Londynu wygrał trzy spotkania, w trzech zremisował i aż 11 przegrał.

### AS Roma
8 marca 2019 po 8 latach powrócił do klubu z Rzymu, zastępując na tym stanowisku zwolnionego po odpadnięciu z Ligi Mistrzów Eusebio Di Francesco. Ranieri podpisał kontrakt ważny do 30 czerwca 2019.

## Osiągnięcia

### Trener
Cagliari Calcio
- Mistrzostwo Serie C1: 1988/89
- Puchar Serie C: 1988/89

ACF Fiorentina
- Mistrzostwo Serie B: 1993/94
- Puchar Włoch: 1995/96
- Superpuchar Włoch: 1996

Valencia CF
- Puchar Hiszpanii: 1998/99
- Puchar Intertoto: 1998
- Superpuchar Europy: 2004

AS Monaco
- Mistrzostwo Ligue 2: 2012/13

Leicester City
- Mistrzostwo Anglii: 2015/16

### Indywidualnie
- Menadżer roku Premier League: 2015/16
- Menadżer roku LMA: 2016
- Trener roku FIFA: 2016
- Trener roku plebiscytu World Soccer: 2016